# 布罗德斯托夫
布罗德斯托夫是德国梅克伦堡-前波莫瑞州的一个市镇。总面积20.59平方公里，总人口3119人，其中男性1583人，女性1536人（2011年12月31日），人口密度151人/平方公里。